# Abukuma (rijeka)
Abukuma (阿武隈川; Abukuma-gawa), rijeka u Japanu na otoku Honshū, šesta po dužini u Japanu. Izvire u planinama Nasu, a protjeće prefekturama Fukushima i Miyagi 234 kilometara dugim putom do Pacifika. Na svom putu Abukuma prolazi u blizini više gradova među kojima su Shirakawa, Sukagawa, Kōriyama, Kakuda, Nihonmatsu i Fukushima. Značajniji joj je pritok Arakawa.
Na dionici između gradova Nihonmatsu i Fukushima usjekla je dubok klanac Hōrai-kyō (蓬莱峡).
Područje uz rijeku Abukuma kod Fukushime danas je kontaminirano nakon nesreće u NE Fukushima I.
- Most Kabuto iznad Abukume u prefekturi Fukushima[1]
- Abukuma kod grada Kakuda
- Abukuma nedaleko mosta Kakuda

## Vanjske poveznice
|  | Zajednički poslužitelj ima još gradiva o temi Abukuma (rijeka) |